# لکهیوال شریف
لکهیوال شریف (به انگلیسی: Lakhiwal Sharif) یک روستا در پاکستان است که در ناحیه سرگودها واقع شده‌است.